# Tolar (Texas)
Pour les articles homonymes, voir Tolar.
La ville américaine de Tolar est située dans le comté de Hood, dans l’État du Texas. Elle comptait 681 habitants lors du recensement de 2010.

## Source
- (en) Cet article est partiellement ou en totalité issu de l’article de Wikipédia en anglais intitulé « Tolar, Texas » (voir la liste des auteurs).